# Шварц Лев Олександрович
Лев Олександрович Шварц (17 листопада 1898, Ташкент, Туркестанське генерал-губернаторство, Російська імперія — 24 лютого 1962, Москва, СРСР) — радянський російський піаніст і композитор.

## З життєпису
Народився в Ташкенті, у сім'ї лікарів, євреїв із роду ашкеназі. З дитинства захоплювався музикою та брав уроки гри на фортепіано. 
У 1927 році закінчив Московську консерваторію за класом фортепіано у К. М. Ігумнова та композиції у Г. Л. Катуара. 
У 1927—1930 рр. викладав фортепіано у Музичному технікумі ім. Гнєсіних. 
У 1931—1933 рр. — концертмейстер Всесоюзного радіокомітету, виступав як піаніст. 
Автор інструментальних та вокальних творів, дитячих пісень, музики до майже п'ятдесяти художніх і мультиплікаційних фільмів, екранізацій творів радянських письменників.
Написав музику до українських кінокартин реж. М. Донського (Київська кіностудія): «Як гартувалася сталь» (1942), «Райдуга» (1944), «Нескорені» (1945), «Мати» (1955), «Дорогою ціною» (1957). 
Помер 24 лютого 1962 року у Москві. Урна з прахом композитора похована на 4 ділянці нового цвинтаря Донського монастиря.

## Фільмографія
- «Злодій» (1934, мультфільм)
- «Новий Гулівер» (1935, пісня «Моя ліліпуточка»)
- «Кар'єра Фіалкіна» (1935, мультфільм)
- «Хатина старого Лувена» (1935)
- «Дівчина з Камчатки» (1936)
- «Вовк та журавель» (1936, мультфільм)
- «Чарівниця» (1936)
- «Лисиця та вовк» (1937, мультфільм)
- «Казка про рибалку та рибку» (1937, ляльковий мультфільм)
- «Болотні солдати» (1938)
- «Дитинство Горького» (1938)
- «В людях» (1939)
- «Золотий ключик» (1939)
- «Баби» (1940)
- «Мої університети» (1940)
- «Тимур і його команда» (1940)
- «Кохана дівчина» (1940)
- «Максим Горький» (1940, документальний)
- «Чарівне зерно» (1941)
- «Романтики» (1941)
- «Бойова кінозбірка № 4»: «Наказ виконано» (1941)
- «Як гартувалася сталь» (1942)
- «Юний Фріц» (1943, к/м)
- «Телефон» (1944, мультфільм)
- «Восьмий удар» (1944, документальний)
- «Райдуга» (1944)
- «Нескорені» (1945)
- «Слон і мотузочок» (1945)
- «Кам'яна квітка» (1946)
- «Сільська вчителька» (1947)
- «Робінзон Крузо» (1947)
- «Суд честі» (1948)
- «Алітет іде в гори» (1949)
- «Васса Желєзнова» (1953, фільм-спектакль)
- «Атестат зрілості» (1954)
- «Анна на шиї» (1954)
- «Княжна Мері» (1955)
- «Мати» (1955)
- «Доля барабанщика» (1955)
- «Катерина Вороніна» (1957)
- «Дорогою ціною» (1957)
- «Дружок» (1958)
- «Над Тисою» (1958)
- «Сомбреро» (1958)
- «Фома Гордєєв» (1959)
- «Кінець старої Березівки» (1960)
- «Операція „Кобра“» (1960)
- «Друг мій, Колька!..» (1961)
- «Павлуха» (1962, у співавт.)
- «Бенефіс Савелія Крамарова» (1974, використана музика)